# Transmission (datorprogram)
Transmission är en fri Bittorrent-klient. Den kan användas på ett flertal operativsystem: Mac OS, Linux, FreeBSD/OpenBSD/NetBSD, BeOS och Sun Solaris. Den ingår exempelvis som standard i GNU/Linuxdistributionen Ubuntu.